# Stephen Taylor
Stephen Taylor es un profesor universitario y escritor inglés.
Como profesor titular de la Universidad de Exeter Business School, es el jefe examinador del Chartered Institute of Personnel and Development (CIPD), siendo autor de las obras la Ley de Empleo, Gestión y dirección en un contexto estratégico, entre otras producciones. Anteriormente enseñó en la Universidad Metropolitana de Mánchester Business School y en el Manchester Business School .

## Obra
- Recruiting, and Retaining Graduate Talent, co-written with Shirley Jenner, Financial Times, Prentice Hall (2000) ISBN 0-273-64457-2.
- Employee Retention Handbook (Developing Practice), CIPD (2002) ISBN 0-85292-963-3.
- Human Resource Management, en colaboración con Carol Atkinson, Laura Hall, and Derek Torrington. FT Prentice Hall; 8ª edición (2011) ISBN 0-273-71075-3.
- Resourcing and Talent Management, CIPD; 5th edition (2011) ISBN 1-84398-077-0.
- Employment Law: An Introduction, en colaboración con Astra Emir Oxford University Press, 3ª ed. (2012) ISBN 0-19-928676-0.
- Contemporary Issues in Human Resource Management, CIPD (2011) ISBN 1-84398-219-6.